# エドゥアルド・ハルフォン
エドゥアルド・ハルフォン（Eduardo Halfon, 1971年8月20日 - ）は、グアテマラ出身の作家。

## 経歴
1971年グアテマラシティに生まれる。10歳でアメリカ合衆国に移り、フロリダ州南部の学校に通う。ノースカロライナ州立大学でインダストリアル・エンジニアリングを学んだ後、グアテマラに戻りフランシスコ・マロキン大学で8年間文学を教える。ボゴタのヘイ・フェスティバルの最も優れた若いラテンアメリカ作家の一人にあげられ、また、グッゲンハイムフェローシップ、ロジェ・カイヨワ賞、ホセ・マリーア・デ・ペレーダ賞（短編小説部門）を受賞している。現在ネブラスカ州に居住しており、頻繁にグアテマラに帰国している。2024年メディシス賞外国小説部門受賞。

## 日本語訳された作品

### 小説
- 『ポーランドのボクサー』　松本健二訳、白水社〈エクス・リブリス〉、2016年